# 礼下駅
礼下駅 （イェハえき）は、大韓民国慶尚南道晋州市にかつて存在した大韓民国鉄道庁の駅である。

## 歴史
- 1966年2月21日 - 開業[1]。
- 1974年12月5日 - 廃駅[2]。

## 隣の駅
晋三線
開陽駅 - 礼下駅 - 泗川駅